# Тайджи
Не плутати з іншим монгольським титулом — тайши.
Тайджи(монг. тайж, трансліт. ᠲᠠᠢᠢᠵᠢ) — титул володаря у деяких монгольських народів — халха-монголів, бурят, калмиків, а також маньчжурів. Титул тайджи був, як правило, спадковим, але іноді й жалуваним.
Спочатку титул «тайджи» носили сини великих ханів імперії Юань, а спадкоємець престолу носив титул джинона і правив власне Монголією, тоді як сам великий хан правив всією імперією з Ханбалика в Китаї. Після падіння династії Юань, коли чингізиди повернулися до споконвічно монгольських степів і влада хана ослабла, всі нащадки Хубілая стали носити титул «тайджі». Ті ж нащадки Хубілая, що мали територіальні володіння, стали носити титул «хунтайджі», що височіло їх над іншими чингісідами. Вожді, які не належали до роду Борджигін, носили титул «тайши». Так, Ісмело, вождь племені Уйгуд і сановник при хані Мандугулі, носив титул «тайши», а не «тайджи».
У період Цинської імперії тайджі називалися нетітулована знать, що ділилася на 4 ранги. Це були нащадки Мандухая і Бату-Мунке, а також нащадки Хасара, Бельгутея, Тооріл-хана та ойратських нойонів, які прийняли підданство маньчжурського імператора і оселилися на заході Халхи у XVIII столітті. На відміну від нижчестоящих рангів, тайджі 1-го рангу могли часом призначатися власниками хошуна як титуловані особи, що носили звання хана (4 хана в Халхе, а також 2 ойратських хана в Кобдоському окрузі), вана, бейле, бейсе і гуна.
Кріпацтво в справжньому значенні слова і в найсуворішій формі було введено в монгольське суспільство цинською владою. Тайджи 4-го рангу дозволялося утримувати до чотирьох сімей як кріпаків, а ті, що вище за ранг могли мати більшу кількість кріпаків.
Нетітуловані тайджи також називалися «хохь тайджи», що підкреслювало їхню нетитулованість, а у виданнях соціалістичної епохи «хохь тайджи» іноді інтерпретувалися як збіднілі тайджи. Злидні тайджі часто приєднувалися до загальнонародних заворушень. Так, під час народних виступів під проводом Аюші, влада писала в офіційних листуваннях, що «необхідно вмовити і утихомирити цих дурних бунтуючих тайджі та аратів (простолюдинів)».
Багато тайджів було репресовано у роки Великих репресій у Монголії, а сам стан було скасовано.
Через їх численність і часті шлюби синів і дочок тайджі з простими людьми, зокрема зі своїми найми і кріпаками, майже кожна розширена сім'я в Монголії може згадати хоча б одного тайджі серед своїх предків. Це стало однією з причин того, що більшості громадян Монголії вдалося отримати прізвище Борджигін у 2000 році, коли використання прізвищ було узаконено.